# Cyperus subcaracasanus
Cyperus subcaracasanus är en halvgräsart som beskrevs av Georg Kükenthal. Cyperus subcaracasanus ingår i släktet papyrusar, och familjen halvgräs. Inga underarter finns listade i Catalogue of Life.